# Rețeaua păianjen
Rețeaua păianjen (titlu original: Along Came a Spider) este un film american din 2001, regizat de Lee Tamahori și scris de Marc Moss. Este distribuit de Paramount Pictures. Filmul a fost lansat pe 6 aprilie 2001. Este a doua parte din seria de filme Alex Cross și o continuare a filmului Kiss the Girls din 1997, cu Morgan Freeman și Jay O. Sanders reluând rolurile ca detectivul Alex Cross și agentul FBI Kyle Craig. Scenariul lui Marc Moss a fost adaptat după romanul cu același titlu din 1993 al lui James Patterson, dar multe dintre elementele cheie ale intrigii cărții au fost eliminate. Filmul a fost un succes de box office, deși a primit recenzii mixte din partea criticilor.